# Алькама
Алькама (араб. علقمة‎) — полководец Омейядского халифата начала VIII в.
По приказу мусульманского наместника северных областей Пиренейского полуострова Мунуза, Алькаме было поручено покончить с восстанием Пелайо в Астурии. Войско арабов разместилось в Кантабрийских горах у города Ковадонга, где пребывал Пелайо. После его отказа сдаться, Алькама повёл войско в горы. Последующее сражение было проиграно мусульманами, сам Алькама был убит.
Возможный отец Абд аль-Рахман ибн Алькама аль-Лахми, который был наместником захваченного арабами Нарбона.